# La Yuca (El Socorro)
Pour les articles homonymes, voir La Yuca et Yuca.
La Yuca est la capitale de la paroisse civile d'El Socorro de la municipalité de Cruz Paredes dans l'État de Barinas au Venezuela.